# Zwei Menschen (film 1930)
Zwei Menschen è un film del 1930 diretto da Erich Waschneck.

## Produzione
Il film fu prodotto dalla Cicero Film di Berlino.

## Distribuzione
Distribuito dalla Deutsche Universal-Film, uscì nelle sale cinematografiche tedesche il 22 dicembre 1930.